# Elecciones para gobernador en Estados Unidos de 2021
Las Elecciones para gobernador en Estados Unidos se llevaron a cabo el 2 de noviembre de 2021 en dos estados, Nueva Jersey, Virginia y una elección especial revocatoria en California.

## Predicciones
- "competitivo": no hay ventaja
- "inclinándose": ventaja que no es tanta como "pequeña ventaja"
- "pequeña ventaja": ligera ventaja
- "probable" o "favorecido": ventaja significante pero remontable (*calificación más alta dada por Fox News)
- "seguro" o "sólido": victoria segura

| Estado       | PVI  | Titular       | Última elección | Cook 5 de octubre de 2021 | IE 1 de noviembre de 2021 | Sabato 1 de noviembre de 2021 | Resultado        |
| ------------ | ---- | ------------- | --------------- | ------------------------- | ------------------------- | ----------------------------- | ---------------- |
| California   | D+14 | Gavin Newsom  | 61.9% D         | Probable                  | Probable                  | Probable                      | Newsom (61.9%)   |
| Nueva Jersey | D+7  | Phil Murphy   | 56.0% D         | Sólido                    | Sólido                    | Probable                      | Murphy (51.2%)   |
| Virginia     | D+1  | Ralph Northam | 53.9% D         | Competitivo               | Competitivo               | Pequeña ventaja (volteado)    | Youngkin (50.6%) |

## Resumen de la elección
| Estado       | Gobernador    | Partido   | Primera elección | Última elección | Estado                | Candidatos                                                           |
| ------------ | ------------- | --------- | ---------------- | --------------- | --------------------- | -------------------------------------------------------------------- |
| California   | Gavin Newsom  | Demócrata | 2018             | 61.9% D         | Destitución fallida.  | No 61.9% · Sí 38.1%                                                  |
| Nueva Jersey | Phil Murphy   | Demócrata | 2017             | 56.0% D         | Titular reelegido.    | Phil Murphy (Demócrata) 51.2% Jack Ciattarelli (Republicano) 48.0%   |
| Virginia     | Ralph Northam | Demócrata | 2017             | 53.9% D         | Ganancia Republicana. | Glenn Youngkin (Republicano) 50.6% Terry McAuliffe (Demócrata) 48.6% |

## California
Fue una elección especial para revocar el mandato del gobernador Gavin Newsom. La elección contó con dos preguntas, «si se debe destituir a Newsom y quién lo reemplazará si es llamado». Newsom no fue elegible para postularse como candidato para la segunda pregunta.
La opción del Sí fracasó, Newsom terminará su primer mandato como lo indica la constitución, en enero de 2023.

## Nueva Jersey
El gobernador demócrata en ejercicio, Phil Murphy, quien fue elegido en 2017 con el 56% de los votos, fue elegible para la reelección. Declaró que buscaria un segundo mandato, presentando oficialmente su candidatura el 1 de octubre de 2020.
Murphy lideró las encuestas antes de las elecciones y muchos medios de comunicación lo consideraron un control demócrata seguro. Sin embargo, Murphy derrotó a Ciattarelli por un margen mucho menor de lo esperado.

## Virginia
El gobernador demócrata en ejercicio, Ralph Northam, no pudo postularse para la reelección, ya que la «Constitución de Virginia prohíbe que el titular de la oficina cumpla mandatos consecutivos».
En las elecciones generales del 2 de noviembre, el republicano Glenn Youngkin derrotó al demócrata y exgobernador Terry McAuliffe, convirtiéndolo en el primer republicano en ganar una elección estatal en Virginia desde 2009.